# Štefan Kociančič
Štefan Kociančič, slovenski rimskokatoliški duhovnik, jezikoslovec, leksikograf in zgodovinar, * 25. december 1818, Vipava, † 9. april 1883, Gorica.

## Življenje in delo
Rodil se je v slovenski kmečki družini. Ljudsko šolo je obiskoval v rojstnem kraju. Leta 1829 se je vpisal na malo semenišče v Gorici. Na počitnice je hodil k svojemu bratu, ki je bil vikar na Bukovem. Pri njem mu je prišla v roke hebrejska slovnica in začel se je učiti hebrejščino, ki mu je postala izmed vseh tujih jezikov najljubša. V 4. razredu se je spoznal z Valentinom Staničem in se navdušil nad slovenščino, saj se je takrat v gimnaziji poučevalo samo v nemščini. Začel je deklamirati slovenske pesmi, zavedajoč se, da ima za seboj učitelja, ki sam piše pesmi in jih izdaja. Gimnazijo je 1837 končal z odliko in vstopil v goriško bogoslovje ter bil 26. decembra 1841 posvečen v mašnika. Najprej je bil eno leto hišni učitelj pri družini okrožnega glavarja v Gorici. Od 1842-1846 je bil kaplan v Ločniku, 2. novembra 1846 pa je bil imenovan za profesorja v goriškem bogoslovju in tu je ostal celih 36 let vse do smrti. Predaval je o stari zavezi in semitskih jezikih ter bil hkrati tudi knjižničar goriške bogoslovne knjižnice. V javnosti se je pojavil najprej kot pisec osnovnošolskih učbenikov, kasneje se je posvetil jezikoslovju, zlasti leksikografiji in zgodovini. Obvladal je 16 jezikov in poznal še okoli 15 jezikov. Zlasti ga je pritegnila hebrejščina. Pretežni del svojega leksikografskega dela (slovensko-nemški, turško-nemški in etiopsko-latinski slovar) je zapustil v rokopisih (zdaj v goriški semeniški knjižnici), objavil pa je več prevodov nabožne literature, krajevnozgodovinskih in cerkvenozgodovinskih ter jezikoslovnih razprav in člankov v slovenski periodiki. Pisal je v slovenskem, latinskem in hebrejskem jeziku, njegova bibliografija obsega okoli 370 zapisov. Izdal je pridige in druge spise Jožefa Stibiela (1853). Ob Valentinu Staniču je bil Kociančič začetnik narodnega prebujenja Slovencev na Goriškem.